# Derval
Derval (en galó Dervau, en  bretón Derwall) es una población y comuna francesa, situada en la región de Países del Loira, departamento de Loira Atlántico, en el distrito de Châteaubriant y cantón de Derval.

## Demografía
| 2702 | 2675 | 2591 | 2558 | 2558 | 2491 |
| Para los censos de 1962 a 1999 la población legal corresponde a la población sin duplicidades (Fuente: INSEE [Consultar]) |      |      |      |      |      |